# لايي سران (مقاطعة فارياب)
لايي سران (بالفارسية: لایی سران) هي قرية تقع في البلدة المركزية في إيران.